# Slash (álbum)
Slash es el primer álbum de estudio en solitario del famoso guitarrista de Guns N' Roses, Slash . Numerosas estrellas de la música han participado en la grabación del disco además de cuatro de los cinco miembros clásicos de Guns N' Roses: Izzy Stradlin, Steven Adler, Duff McKagan y Slash. Hasta el momento, el disco ha vendido la suma de 300.000 copias en todo el mundo.

## Historia
En su autobiografía publicada en 2007, Slash revelaba su intención de grabar un álbum con artistas de su gusto y que el título del disco sería Slash & Friends (en español Slash y Amigos). Finalmente el título es simplemente Slash. Durante 2009, Slash ha informado los fanes de los pormenores de la grabación del disco a través de su Twitter y de Myspace.
El álbum cuenta con la participación de numerosos invitados como Iggy Pop, Dave Grohl (Foo Fighters, ex-Nirvana), M. Shadows (Avenged Sevenfold), Chris Cornell (Soundgarden, ex-Audioslave), Myles Kennedy (Alter Bridge), Adam Levine (Maroon 5), Lemmy de Motörhead, Flea (Red Hot Chili Peppers), Fergie (Black Eyed Peas), Nicole Scherzinger (The Pussycat Dolls), Kid Rock, Alice Cooper, Ozzy Osbourne y también Izzy Stradlin, Duff McKagan y Steven Adler (los tres compañeros en Guns N' Roses). Según ha declarado el propio Slash, aparte de él, Izzy Stradlin es el único guitarrista que se podrá oír en el álbum.
El disco ha sido producido por Eric Valentine (Queens of the Stone Age) y masterizado por George Marino. Cuenta con la participación del bajista Chris Chaney (ex-Jane's Addiction) y del baterista Josh Freese (ex-Nine Inch Nails) que tocan en la mayoría de las canciones. Slash no ha revelado el nombre de todos los participantes en su álbum.
El primer sencillo titulado "Sahara" (con Kōshi Inaba de cantante) ha salido a la venta el 11 de noviembre de 2009 exclusivamente en Japón. En ese sencillo viene incluida una versión de "Paradise City" interpretada por Fergie (Black Eyed Peas) y Cypress Hill.
El 3 de noviembre de 2009, Roadrunner Records ha anunciado un acuerdo con Slash para la distribución europea del disco. En Estados Unidos, el disco será distribuido por EMI.
Slash ha tocado en vivo una de sus nuevas canciones con Andrew Stockdale (Wolfmother) el 22 de noviembre en Los Ángeles. El título de la canción es "By The Sword".
La salida de Slash quedó fijada en el 6 de abril de 2010 en Estados Unidos y para el 7 en el Reino Unido donde el disco saldrá acompañado de una edición especial de la revista Classic Rock dedicada íntegramente a la carrera del guitarrista. La canción "Back from Cali" con Myles Kennedy fue añadida a última hora.
El sencillo "By The Sword" (con Andrew Stockdale de cantante) sale el 28 de marzo de 2010. A finales de abril, sale el video ambientado en un decoro parecido al de la película Mad Max.
El 19 de marzo de 2010, Slash mandó a sus fanes por correo el tema instrumental Watch This (con Dave Grohl en la batería y Duff McKagan en el bajo). Cuatro días más tarde, el 23 de marzo, amazon.com puso en línea las canciones Crucify the Dead (con Ozzy Osbourne), Beautiful Dangerous (con Fergie) y Ghost con Ian Astbury de cantante e Izzy Stradlin en la guitarra rítmica.. El mismo día, ESPN Radio colgó en su web las canciones Starlight (con Myles Kennedy) y I Hold On (con voz de Kid Rock).
Después de salir el álbum, Slash reveló que le hubiese gustado que Thom Yorke cantase la canción Saint Is A Sinner Too pero que el temor a un rechazo del cantante de Radiohead le hizo renunciar a llamarle.
La revista inglesa Classic Rock ha atribuido la nota de 9/10 al álbum de Slash.
Las canciones "Ghost" y "Nothing to Say" pueden ser tocadas en el juego Guitar Hero: Warriors of Rock.
El 27 de octubre de 2010 salió el videoclip de "Beautiful Dangerous", tercer sencillo después de "By the Sword" y "Back from Cali".

## Gira mundial 2010
Slash inicia una gira mundial a partir de la primavera 2010 con el cantante Myles Kennedy para presentar el álbum en público. Bobby Schneck (Slash's Blues Ball, Aerosmith) a la guitarra rítmica, Todd Kerns (Age of Electric, Static in Stereo, Sin City Sinners) al bajo y Brent Fitz (Alice Cooper) a la batería son los otros músicos que acompañan Slash en su gira. Además de las canciones del álbum, Slash también toca canciones de Guns N' Roses (Civil War, Nightrain, Rocket Queen y Sweet Child O'mine entre otras), Velvet Revolver y Slash's Snakepit (Mean Bone y Beggars & Hangers On).
Algunas fechas europeas han sido confirmadas : Slash toca el 30 de mayo en el festival Pinkpop (Holanda), el 4 de junio en el Rock am Ring (Alemania), el 7 de junio en Berlín, el 10 de junio en Milán, el 12 de junio en el Nova Rock (Austria), el 13 en el Download Festival, el 15 de junio en Niza en apertura de AC/DC, el 18 de junio en el Stade de France también en apertura de AC/DC, el 19 de junio en el festival Hellfest de Clisson (Francia), el 20 de junio en París, el 22 de junio en Oporto, el 23 de junio en Lisboa, el 25 de junio en el Azkena Rock Festival de Vitoria (España), el 27 de junio en el Festival de Glastonbury, el 3 de julio en Mánchester. Diversos conciertos en Rusia, Bélgica, Chequia, Suiza, Suecia, Finlandia, Noruega, Dinamarca, Irlanda o Escocia también han sido confirmados.
En agosto, Slash pone rumbo a Asia y Oceanía con conciertos en Indonesia, Malasia, Japón, Australia y Nueva Zelanda. En septiembre, la gira llega a Estados Unidos.
El concierto del 3 de julio en Mánchester ha dado lugar a un doble álbum titulado Live in Manchester.
Las estrellas invitadas en el álbum de Slash podrían aparecer en ciertos conciertos según la disponibilidad de cada uno.

## Ventas
Slash entró en tercera posición en la clasificación estadounidense de mejores ventas con 61'000 ejemplares vendidos durante la primera semana. El álbum debutó en la primera posición en Canadá, Austria, Suecia y Nueva Zelanda. Además entró en el Top 20 en Francia, Alemania, Australia, Suiza, Finlandia, Polonia y Noruega.
| País                         | Posición |
| ---------------------------- | -------- |
| Canadá                       | 1        |
| Suecia                       | 1        |
| Nueva Zelanda                | 1        |
| Austria                      | 1        |
| Finlandia                    | 2        |
| Estados Unidos Billboard 200 | 3        |
| Australia                    | 3        |
| Suiza                        | 3        |
| Alemania                     | 4        |
| Noruega                      | 4        |
| Polonia                      | 11       |
| Francia                      | 15       |
| España                       | 26       |
| Reino Unido                  | 30       |

## Listado de canciones
| N.º | Título                                          | Escritor(es)                        | Duración |  |
| 1.  | «Ghost» (con Ian Astbury e Izzy Stradlin)       | Slash e Ian Astbury                 | 3:34     |  |
| 2.  | «Crucify The Dead» (con Ozzy Osbourne)          | Slash, Ozzy Osbourne y Kevin Churko | 4:04     |  |
| 3.  | «Beautiful Dangerous» (con Fergie)              | Slash y Fergie                      | 4:35     |  |
| 4.  | «Back from Cali» (con Myles Kennedy)            | Slash y Myles Kennedy               | 3:36     |  |
| 5.  | «Promise» (con Chris Cornell)                   | Slash y Chris Cornell               | 4:41     |  |
| 6.  | «By the Sword» (con Andrew Stockdale)           | Slash y Andrew Stockdale            | 4:50     |  |
| 7.  | «Gotten» (con Adam Levine)                      | Slash y Adam Levine                 | 5:05     |  |
| 8.  | «Doctor Alibi» (con Lemmy Kilmister)            | Slash y Lemmy Kilmister             | 3:07     |  |
| 9.  | «Watch This» (con Dave Grohl y Duff McKagan)    | Slash y Dave Grohl                  | 3:46     |  |
| 10. | «I Hold On» (con Kid Rock)                      | Slash, Kid Rock y Marlon Young      | 4:10     |  |
| 11. | «Nothing To Say» (con M Shadows)                | Slash y M Shadows                   | 5:27     |  |
| 12. | «Starlight» (con Myles Kennedy y Travis Barker) | Slash y Myles Kennedy               | 5:35     |  |
| 13. | «Saint Is A Sinner Too» (con Rocco DeLuca)      | Slash y Rocco DeLuca                | 3:28     |  |
| 14. | «We're All Gonna Die» (con Iggy Pop)            | Slash e Iggy Pop                    | 4:30     |  |

Ciertas versiones del álbum tendrán canciones adicionales :
- 15. Paradise City (feat. Fergie & Cypress Hill) [Únicamente en la versión iTunes][y la versión prémium del disco]
- 16. Baby Can't Drive (feat. Alice Cooper, Nicole Scherzinger, Steven Adler & Flea) [Classic Rock Slashpack edition][4]
- 17. Sahara (feat. Kōshi Inaba) [Únicamente disponible en Japón]
- 18. Chains and Shackles (feat. Nick Oliveri) [Únicamente disponible en Australia)
- 19. Mother Maria (feat. Beth Hart, únicamente en iTunes)
- 20. Sahara (versión en inglés, únicamente en iTunes USA)
- 21. Deluxe Edition Snippet Songs, ([en algunas ediciones]) snippet songs for fun

## Artistas invitados
Cantantes
- Adam Levine en "Gotten".
- Alice Cooper en "Baby Can't Drive".
- Ian Astbury en "Ghost".
- Andrew Stockdale en "By The Sword".
- Beth Hart en "Mother Maria".
- Chris Cornell en "Promise".
- Cypress Hill y Fergie en "Paradise City".
- Fergie en "Beautiful Dangerous" y "Paradise City".
- Iggy Pop en "We're All Gonna Die".
- Kōshi Inaba en "Sahara".
- Kid Rock en "I Hold On".
- Lemmy Kilmister en "Doctor Alibi".
- Myles Kennedy en "Back From Cali" y "Starlight".
- M. Shadows en "Nothing to Say".
- Nick Oliveri en "Chains And Shackles".
- Nicole Scherzinger en "Baby Can't Drive".
- Ozzy Osbourne en "Crucify The Dead".
- Rocco DeLuca en "Saint is a Sinner Too".
- Taylor Hawkins, coros en "Crucify The Dead".

Bajistas
- Chris Chaney (bajo en la mayoría de canciones).
- Lemmy Kilmister en "Doctor Alibi".
- Duff McKagan en "Watch This".
- Flea en "Baby Can't Drive".
- Nick Oliveri en "Chains And Shackles".

Bateristas y percusionistas
- Dave Grohl en "Watch This".
- Josh Freese (batería en la mayoría de canciones).
- Lenny Castro (percusiones).
- Steven Adler en "Baby Can't Drive".
- Travis Barker en "Starlight".

Diversos
- Izzy Stradlin, guitarrista en "Ghost".
- Judgement Day, violín y violoncelo en "Gotten".
- Teddy Andreadis, teclista.

## Historial
| País               | Fecha de lanzamiento | Formato                | Sello              | Catalogado    |
| ------------------ | -------------------- | ---------------------- | ------------------ | ------------- |
| Japón              | 31 de marzo de 2010  | CD, Digital download   | Universal Music    | UICE1156      |
| Australia, Malasia | 1 de abril de 2010   | CD, Digital download   | Sony Music         | 88697675922   |
| España             | 5 de abril de 2010   | CD, Digital download   | Roadrunner Records |               |
| France             | 5 de abril de 2010   | CD, Digital download   | Roadrunner Records |               |
| Estados Unidos     | 6 de abril de 2010   | CD, Digital download   | EMI                | 31433         |
| Canadá             | 6 de abril de 2010   | CD, Digital download   | EMI                |               |
| Inglaterra         | 7 de abril de 2010   | Classic Rock Slashpack | Roadrunner Records |               |
| Inglaterra         | 2 de abril de 2010   | CD, Digital download   | Roadrunner Records | RR77952       |
| Alemania           | 9 de abril de 2010   | CD, Digital download   | Roadrunner Records |               |
| Brasil             | 30 de abril de 2010  | CD, Digital download   | Music Brokers      | 7798141333530 |